# Oliver St John Gogarty
Oliver Joseph St John Gogarty (født 17. august 1878, død 22. september 1957) var en irsk læge og øre-kirurg, der samtidigt var digter og forfatter. Han blev anset for at være én af tidens mest skarpe profiler i den "akademiske humor" og desuden en vigtig politiker i den frie irske stat. Han er måske bedst kendt for at være inspiration for figuren Buck Mulligan i James Joyces roman, Ulysses (Èt af hans mest kendte vers, "The Ballad of Japing Jesus", blev citeret i det første kapitel af Ulysses som "Ballad of Joking Jesus").
Gogarty blev født i Dublin og  studerede senere medicin i samme by, samtidig med at han skrev underfundige vers og historier. Versene blev beundret af William Butler Yeats. Han havde desuden et forhold til en kvinde ved navn Joyce; et forhold der dog endte, da hun forlod Irland; Gogarty postod i denne forbindelse, at der var en pistol involveret i denne episode. Ved OL 1924 vandt Gogarty en bronzemedalje i kunstkonkurrencen med sit digt, "Ode to the Tailteann Games".
Gogartys erindringer fra 1937, As I Was Going Down Sackville Street resulterede i et sagsanlæg. Henry Sinclair – en onkel til Samuel Beckett – påstod, at Gogarty havde karakteriseret hans bedstefar, Morris Harris, som en lånehaj, der blot ønskede at udnytte folk. Retssagen fik en del offentlig opmærksomhed, og den ukendte Beckett formulerede en del af anklageskriftet på vegne af sin onkel og spillede desuden en central rolle i retssagen, som Gogarty tabte.
Senere i livet emigrerede Gogarty til USA, hvor han døde i New York City.
I Dublins Temple Bar-område finde pubben Oliver St. John Gogarty Pub, der er opkaldt efter John Gogarty.

## Udgivelser
- An Offering of Swans (1923)
- Wild Apples (1928)
- As I Was Going down Sackville Street (1937)
- Others to Adorn (1938)
- It Isn't This Time of Year at All! (1954)
- Tumbling in the Hay
- Collected Poems (1954)
- A Week End in the Middle of the Week (1958)
- Oliver St. John Gogarty (1963), er en biografi af Ulick O'Connor
- I Follow St Patrick (1938)